# Andrej Bródy
Andrej Bródy, správně Andrej Brody (rusínsky Андрей Бродий, ukrajinsky Андрій Іванович Бродій – Andrij Ivanovyč Brodij, maďarsky Bródy András; 2. července 1895 Kivjažď (dnes Kamjanske v okrese Berehovo), Berežská župa, Rakousko-Uhersko – 11. června nebo 7. prosince 1946 Užhorod, Ukrajinská SSR, SSSR), byl rusínský politik a pedagog období první republiky, předseda první nezávislé vlády Podkarpatské Rusi v rámci druhé československé republiky.

## Život
Pocházel z bohaté rodiny, jeho otec působil v USA. V roce 1914 dokončil v Užhorodě studia pedagogiky. Bojoval v první světové válce za Rakousko-uherskou armádu.
Spolupracoval s pravoslavným duchovním Nikolou Stojkem. Byl považován za rusofila.[zdroj?]
V Užhorodu byl v letech 1924 až 1933 šéfredaktorem prvních novin v rusínštině – Russkij vistnik. V období první československé republiky byl od roku 1923 členem strany Autonomní zemědělský sojuz, jenž se snažil postupnými kroky na bázi autonomie o návrat Podkarpatské Rusi do Maďarska a mezi jehož členy z řad inteligence bylo velké množství maďaronů. V roce 1933 se po smrti Ivana Kurtjaka stal předsedou strany. Po Kurtjakovi převzal i poslanecký mandát, jenž získal po parlamentních volbách v roce 1929, kdy Autonomní zemědělský sojuz kandidoval v koalici s Československou národní demokracií. Mandát obhájil ve volbách v roce 1935, tentokrát na kandidátce Autonomistického bloku, kde se spojily slovenské, polské a rusínské autonomistické strany. Dle webu poslanecké sněmovny jeho mandát skončil rozpuštěním parlamentu v březnu 1939, zatímco Jan Rychlík a Magdaléna Rychlíková uvádějí, že o mandát přišel (stejně jako všichni poslanci a senátoři z Podkarpatské Rusi) v důsledku rozpuštění všech dosavadních politických stran na Podkarpatské Rusi autonomní vládou ze dne 16. ledna 1939, což i přes pozdější snahu autonomní vlády potvrdil 7. února 1939 mandátový senát Nejvyššího správního soudu.
V období 11.-26. října 1938 byl předsedou první nezávislé vlády Podkarpatské Rusi v rámci druhé československé republiky. Tato vláda byla jmenována po udělení autonomie československou vládou, později však rozpuštěna jako „promaďarská", když byl Bródy dne 26. října 1938 na základě zfalšovaných dokumentů zatčen pro podezření z velezrady. Propuštěn byl 11. února 1939, jelikož se nepodařilo prokázat velezrádné styky s Maďarskem. Prezident Emil Hácha se mu omluvil. Po obsazení Podkarpatské Rusi Maďarskem v březnu 1939 byl kooptován do maďarského parlamentu, kde se podílel na rusínském zákonodárství. Byl odpůrce začlenění Podkarpatské Rusi do Sovětského svazu.
29. listopadu 1945 byl zadržen NKVD. V květnu 1946 byl sovětskými úřady odsouzen za spolupráci s Miklósem Horthym a následně 11. června (podle jiných zdrojů až 7. prosince) popraven.